# صداقت (إيوان)
صداقت (بالفارسية: صداقت) هي مستوطنة تقع في قسم زرنة الريفي (مقاطعة إيوان) في إيران. يقدر عدد سكانها بـ 56 نسمة .